# WinPenPack
winPenPack è un ambiente applicativo Open Source per Windows composto da Software modificato per poter essere eseguito da una pendrive USB o da qualsiasi altro supporto esterno di memorizzazione senza dover essere preventivamente installato. I programmi di winPenPack sono disponibili sia singolarmente che raggruppati in suite tematiche.

## Portable Software
Tutti i programmi di winPenPack appartengono alla categoria del Portable Software.
Un programma si può definire "portable" solo se:
- non deve essere installato sul PC ospite per poter funzionare correttamente;
- funziona correttamente se viene eseguito da qualsiasi supporto del PC ospite, interno o esterno;
- non lascia tracce né nel registro di Windows, né nelle cartelle utente, né in qualsiasi altra cartella del PC ospite, ma solo nella cartella da cui viene eseguito;
- non deve influire sui settaggi dei programmi equivalenti che si trovano già normalmente installati sul PC ospite (ad esempio X-Firefox eseguito da pendrive USB, non deve creare problemi né modificare i settaggi della copia di Firefox già installata sul PC ospite).

## X-Software
Gli X-Software sono programmi che non apparterrebbero alla categoria dei Portable Software ma vengono resi tali con l'ausilio di X-Launcher, un programma che esegue altri programmi in modalità portable ricreando il loro ambiente operativo. Tramite X-Launcher è stato possibile rendere portatili programmi molto diffusi quali Mozilla Firefox, Mozilla Thunderbird, The Gimp ed altri.

## Utilizzo del menù
Il menù di winPenPack è eseguibile da qualsiasi supporto, comprese le pendrive USB. Nelle suite il menù è già configurato per elencare tutti i programmi ma è anche possibile ridefinirlo. Il numero di software presenti, così come la tipologia, cambia in base alla suite scelta. I programmi possono venire aggiunti al menù sia manualmente (attraverso le funzioni Aggiungi o Drag and drop) che automaticamente (opzione valida per i soli X-Software ed esclusiva del menù di winPenPack).
Per usare la versione 2 del menu è necessario che sulla macchina ospite sia installato l'ambiente .Net Framework.

## Articoli e segnalazioni
Sin dal maggio 2006, winPenPack è stato oggetto di articoli e segnalazioni sulle maggiori pubblicazioni informatiche italiane, tra cui: PC Professionale, Win Magazine, Computer Magazine, Total Computer, Internet Genius, Quale computer, Computer Week, e molte altre.